# Década de 2030
Conforme padronização da norma internacional para representação de data e hora da Organização Internacional de Padronização (ISO), a década de 2030, também referida como anos 2030, década de 30 ou ainda anos 30, compreende o período de tempo entre 1 de janeiro de 2030 e 31 de dezembro de 2039.

## Eventos esperados e previstos
- Em dezembro de 2009, o Departamento do Censo dos Estados Unidos projetou uma população mundial de 8,4 bilhões em 2030.[3]
- O demógrafo francês Emmanuel Todd prevê que o nível de alfabetização da população mundial deve chegar perto dos 100% até 2030.[4]
- A NASA planeja executar sua missão tripulada a Marte entre 2031 e 2035.[5]
- O gerontologista Aubrey de Grey prevê que há uma "chance de 50%" de estender significativamente o tempo de vida humano saudável, por volta do ano de 2036.[6]
- 19 de janeiro de 2038: Os relógios de computador de 32 bits estouram para representar a data como 13 de dezembro de 1901.[7]

## Esportes
2030
- Jogos Olímpicos de Inverno de 2030.

- Copa do Mundo FIFA de 2030.

2031
- Copa do Mundo de Futebol Feminino de 2031.

2032
- Jogos Olímpicos de Verão de 2032.

2034
- Jogos Olímpicos de Inverno de 2034.

- Copa do Mundo FIFA de 2034.

2035
- Copa do Mundo de Futebol Feminino de 2035.

2036
- Jogos Olímpicos de Verão de 2036.

2038
- Jogos Olímpicos de Inverno de 2038.

- Copa do Mundo FIFA de 2038.

2039
- Copa do Mundo de Futebol Feminino de 2039.